# Nederlands kampioenschap 10 km 2017
Het Nederlands kampioenschap 10 km 2017 vond plaats op 12 februari 2017. Het was de tiende keer dat de Atletiekunie een wedstrijd organiseerde met als inzet de nationale titel op de 10 km. De wedstrijd vond plaats in Schoorl tijdens de Groet uit Schoorl Run.
Nederlands kampioen 10 km bij de mannen werd Abdi Nageeye en bij de vrouwen won Susan Krumins-Kuijken de titel.

## Uitslagen

### Mannen
| Rang   | Atleet                | Vereniging        | Tijd  |
| ------ | --------------------- | ----------------- | ----- |
| Goud   | Abdi Nageeye          | AV Cifla          | 28.45 |
| Zilver | Jesper van der Wielen | AV Cifla          | 29.13 |
| Brons  | Ronald Schroër        | AV Zaanland       | 29.17 |
| 4      | Michel Butter         | AVC               | 29.35 |
| 5      | Bart van Nunen        | AV Passaat        | 29.38 |
| 6      | Roy Hoornweg          | AV Passaat        | 29.38 |
| 7      | Khalid Choukoud       | HAAG Atletiek     | 29.43 |
| 8      | Edwin de Vries        | Almere '81        | 29.46 |
| 9      | Mohamed Ali           | Nijmegen Atletiek | 30.04 |
| 10     | Koen Raymaekers       | Hellas Utrecht    | 30.13 |

### Vrouwen
| Rang   | Atleet                | Vereniging          | Tijd  |
| ------ | --------------------- | ------------------- | ----- |
| Goud   | Susan Krumins-Kuijken | AV Cifla            | 31.43 |
| Zilver | Elizeba Cherono       | THOR                | 33.00 |
| Brons  | Ruth van der Meijden  | AV Cifla            | 33.17 |
| 4      | Irene van Lieshout    | AV Cifla            | 33.30 |
| 5      | Jamie van Lieshout    | AV Cifla            | 33.58 |
| 6      | Jill Holterman        | AV Zaanland         | 34.06 |
| 7      | Jasmijn Lau           | CIKO '66            | 34.23 |
| 8      | Jacelyn Gruppen       | HAC'63              | 34.38 |
| 9      | Britt Ummels          | Atletiek Maastricht | 34.47 |
| 10     | Bo Ummels             | Atletiek Maastricht | 34.54 |

1999 ·
2005 ·
2006 ·
2007 ·
2008 ·
2009 ·
2010 ·
2011 ·
2012 ·
2013 ·
2014 ·
2015 ·
2016 ·
2017 ·
2018 ·
2019 ·
2021 ·
2022 ·
2023